# Траншеекопатель

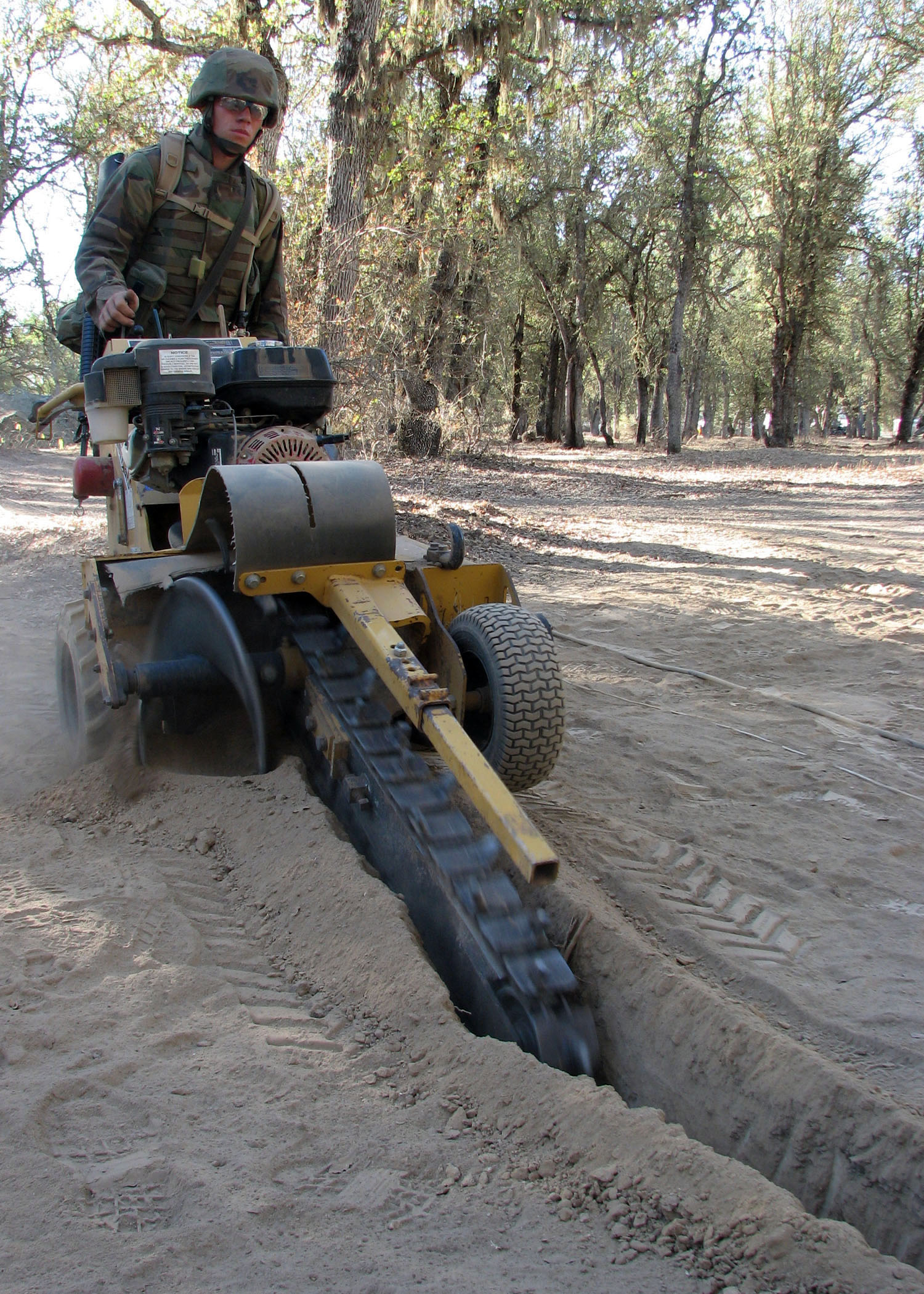
Малогабаритный траншеекопатель с баровым рабочим органом во время работы

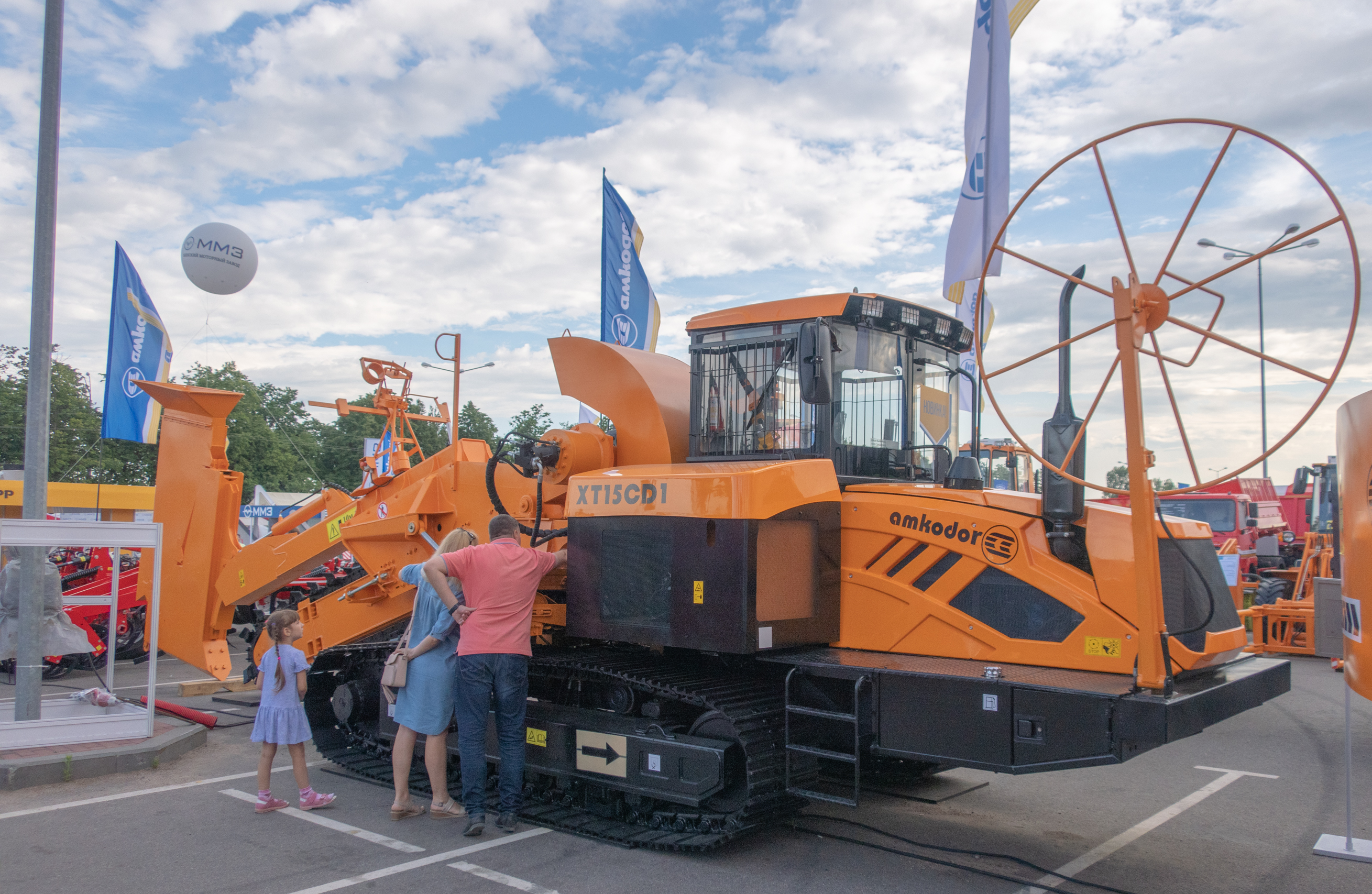
Траншеекопатель Амкодор XT15CD1

Траншеекопа́тель (англ. Trencher) — строительная машина, применяемая для рытья траншей и последующей прокладки инженерных коммуникаций (трубопроводов, кабелей и т. д.).

## Применение траншеекопателя
Область применения траншеекопателя разнообразна:
- рыхление твёрдой почвы
- снятие дорожного полотна
- подготовка грунта для строительных площадок
- вырезка блоков земли при пересадке деревьев

## Боевые траншеекопатели

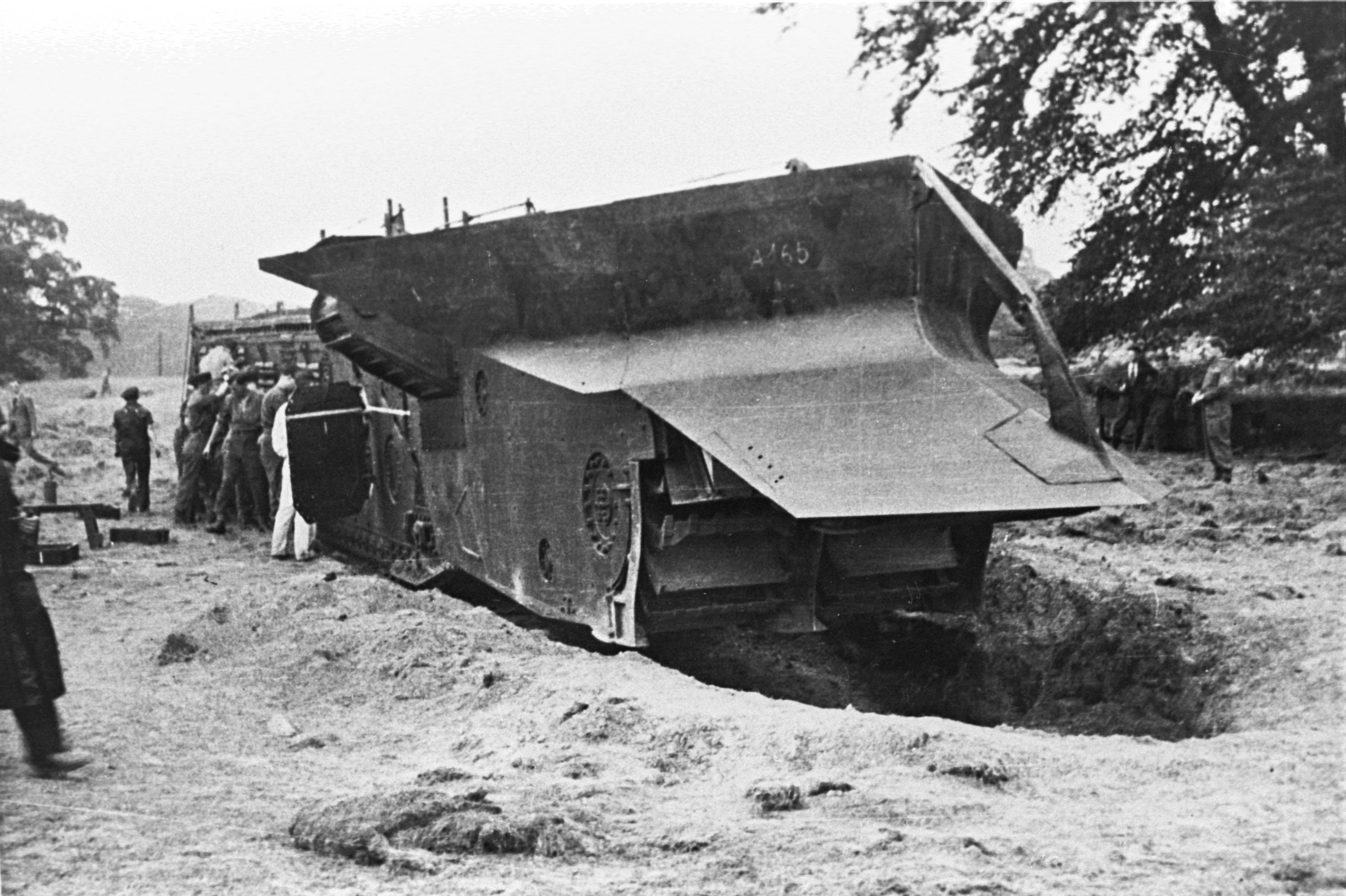
Nellie — прототип боевого траншеекопателя

«Траншейные лодки» (см. Культиватор № 6), являвшиеся, по сути, боевыми траншеекопателями, разрабатывались и в Великобритании. Они предназначались для рытья глубоких траншей на линии фронта. По этим траншеям пехота и легкие танки могли, как предполагалось, безопасно пересекать нейтральные полосы и проникать в расположение противника, избегая прямого штурма наземных укреплений. Приказ о разработке «траншейных лодок» отдал Уинстон Черчилль, основываясь на опыте кровопролитных штурмов фронтовых укреплений во время Первой мировой войны. К началу 1940 года предполагалось построить 200 машин. Они обозначались аббревиатурой «NLE» (Naval Land Equipment — военно-морское и сухопутное оборудование). У разработчиков для маскировки военного назначения машин были свои названия NLE: Nellie («Нелли»), No mans Land Excavator («Экскаватор нейтральной полосы»), Cultivator 6 («Культиватор 6»), White Rabbit 6 («Белый кролик 6»).
Траншейные лодки имели следующие параметры: длина 23,47 м, ширина 1,98 м, высота 2,44 м, две секции. Основная секция была на гусеничном ходу, по внешнему виду напоминала длинный танк и имела массу в сто тонн. Передняя секция имела массу 30 тонн и могла рыть траншеи 1,5 м глубиной и 2,28 м шириной. Выкопанный грунт конвейеры переносили наверх и откладывали по обе стороны от траншеи, образуя отвалы высотой в 1 м. Скорость движения на поверхности составляла около 5 км/ч, скорость рытья траншей — 0,68-1 км/ч. После достижения заданной точки землеройная машина останавливалась и преобразовывалась в платформу для выхода гусеничных средств из траншеи на открытое пространство.
Изначально на траншейную лодку собирались поставить один двигатель фирмы «Rolls-Royce Merlin» мощностью в 1000 л. с. Однако из-за некоторых недостатков этих двигателей было принято решение об их замене. На каждую машину было поставлено два двигателя Paxman 12TP мощностью в 600 л. с. Один двигатель предназначался для резака и конвейера в передней секции, второй приводил в движение саму машину.
Падение Франции затормозило реализацию проекта. У военных, побывавших в реальных сражениях начала Второй мировой войны, сложилось мнение о бесперспективности проекта. Испытания траншейной лодки прошли в июне 1941 года, но в 1943 году проект был закрыт. К тому времени было построено пять машин, четыре из которых разобрали в конце войны, а последнюю — в начале 1950-х годов.
Для справки: в настоящее время существуют серийные армейские установки для рытья траншей, например, в России — армейская траншейная машина «ТМК-2».

## Виды траншеекопателей
По массогабаритным характеристикам:
- малогабаритные[2]
- компактные
- тяжёлые[2]

По типу:
- Траншейные экскаваторы (в том числе быстроходные траншейные машины)
- Баровые (щелерезные) машины
- Плужные траншеекопатели

## Дополнительное оборудование
В зависимости от модели траншеекопатели могут комплектоваться задней лопатой, фрезой, бульдозерным отвалом, кабелеукладчиком, вибрационным плугом.

## Преимущества траншеекопателей
- ровные края траншей, что уменьшает риски провала и обсыпания грунта
- работы могут производиться в любом грунте (от неустойчивых до мёрзлых)
- снижение объёма работ по вывозке грунта
- выкопанный грунт можно использовать при засыпке траншеи, в то время как при использовании экскаватора образуются глыбы, которые нужно будет разбивать
- большая производительность
- работа при низких температурах
- траншеи различной ширины (от 140 до 410 мм) и глубины (до 2м)
- меньшая площадь разрушения дорожного полотна

## Устройство траншеекопателей
- колесный или гусеничный трактор или экскаватор[2]
- режущий орган[2]

В зависимости от модели можно выделить такие части траншеекопателя как ходоуменьшитель, механизм привода, транспортёр грунта в отвал.

## В искусстве
Траншеекопатель упоминается в песне группы Несчастный Случай «Радио».